# دبي فيستيفال سيتي
دبي فيستيفال سيتي، منطقة سكنية ومركز أعمال وترفيه كبير في إمارة دبي، الإمارات العربية المتحدة. يوصف بأنه "مدينة داخل مدينة"، وهي أكبر مشروع متعدد الاستخدامات في الشرق الأوسط، تتوفر فيه كافة الوسائل للعمل والعيش والترفيه. يوجد في المشروع مجمعات سكنية والعديد من الفنادق ومراكز التسوق وملعب للغولف ومواقع للترفيه، وغير ذلك. إضافة إلى مجموعة متكاملة من الخدمات العامة بما في ذلك المدارس، وتبلغ مساحتها الإجمالية حوالي 5.2 مليون قدم مربع.

## الوصف
بدأت شركة مجموعة الفطيم كارليون بأعمال الإنشاءات عام 2003. يبعد الموقع حوالي 3.8 كم على الواجهة المائية للضفة الشرقية لخور دبي وحوالي 2 كم من مطار دبي الدولي. في منتصف عام 2006، كانت الاستثمارات في المشروع قد تجاوزت 11 مليار درهم إماراتي (أي ما يعادل 3 مليارات دولار أمريكي).

## أبرز معالم فيستيفال سيتي
من أهم المعالم في دبي فيستيفال سيتي:
- دبي فيستيفال سيتي مول: الذي يقع ضمن منطقة فيستيفال سيتي ويضم العديد من المحلات التجارية والترفيهية والمقاهي والمطاعم، بالإضافة إلى ملعب بولينغ وسينما تضم 12 شاشة عرض، كما يقدم العديد من العروض الخاصة بالعائلات والأطفال.
- فيستيفال ويل: الذي يقع في منطقة فيستيفال باي، ويبلغ ارتفاع الدولاب حوالي 40 متراً ويضم 30 مقصورة، حيث يوفر الدولاب إطلالات بانورامية على خور دبي.
- تخيل: يقع معلم تخيل بالقرب من فيستيفال سيتي مول، ويعتبر من المعالم الرئيسية في المدينة، حيث يعد من أكبر العروض الضوئية على الشاشات المائية في العالم، باستخدام تقنيات الليزر والمؤثرات الصوتية والضوئية والنوافير الراقصة.
- فابي لاند التي تمتد على مساحة تعادل 60,000 قدم مربع وتضم العديد من الألعاب، كالألعاب الالكترونية، وألعاب الربح والمنافسة، والجوائز، وألعاب الأطفال المختلفة.

كما يتم تنظيم العديد من المهرجانات في المدينة مثل مهرجان طيران الإمارات للآداب، ومهرجان دبي للتسوق.

## الفنادق
يتضمن مشروع دبي فيستيفال سيتي فندقين ومجمع شقق سكنية ذات خدمات متكاملة، تديرها جميعاً مجموعة فنادق إنتركونتيننتال. في تموز (يوليو) 2009، حصلت المجموعة على إدارة مجمع البادية للغولف. بدأت أعمال بناء فندق دبليو دبي بسعة 350 غرفة وفندق فور سيزونز لكن أعمال البناء في الفندقين كانت قد توقفت في كانون الثاني (يناير) 2009 بسبب الأزمة المالية 2007-2008.

## معرض الصور

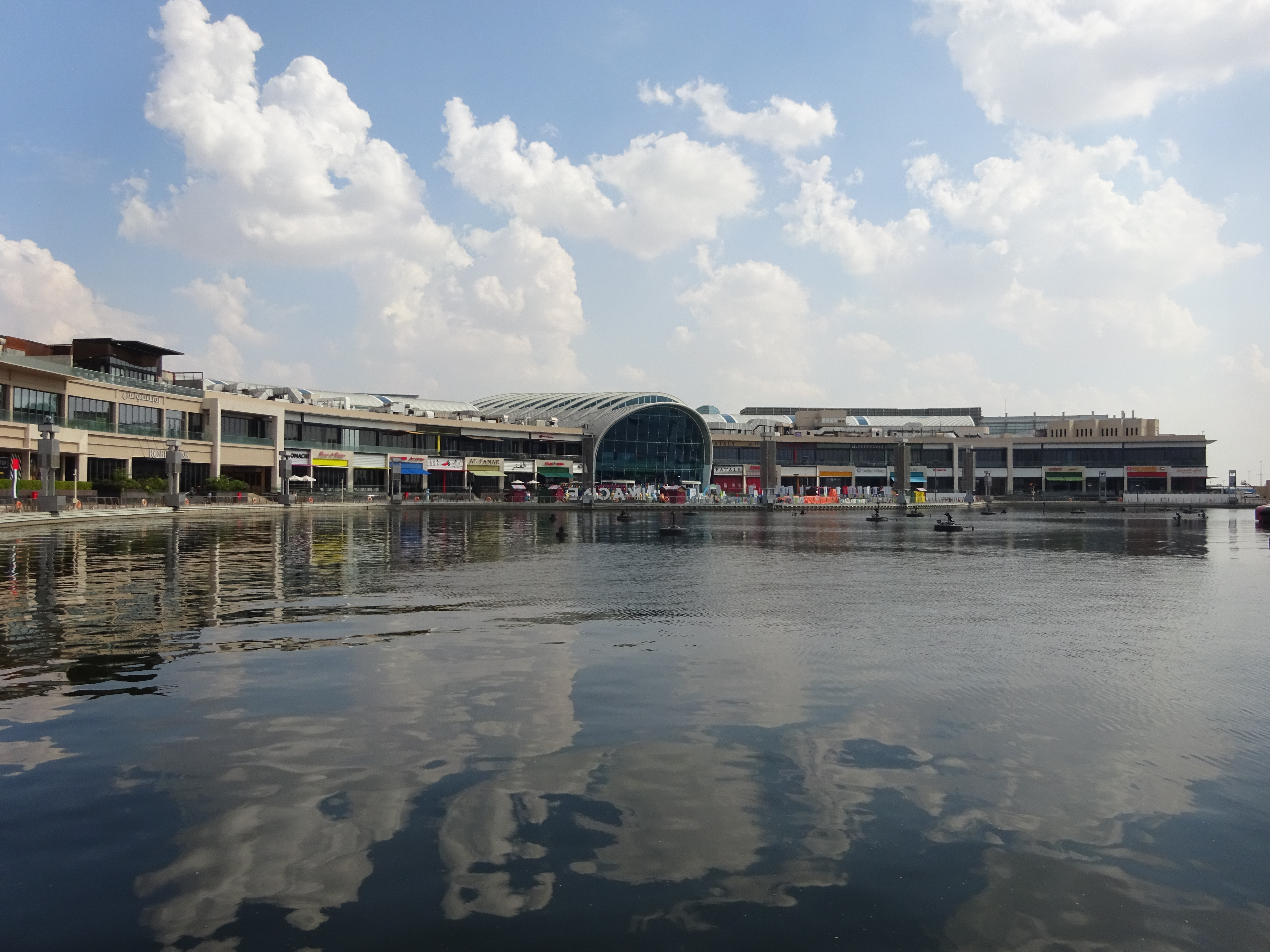
دبي فيستيفال سيتي من المارينا دبي

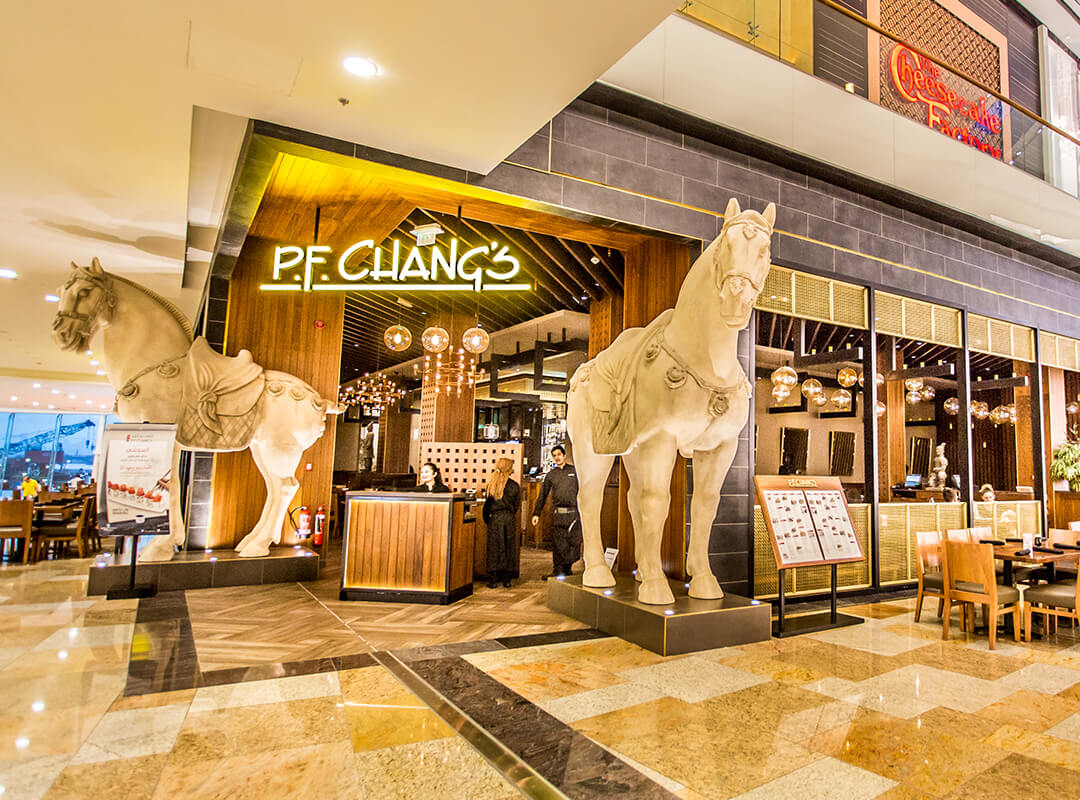

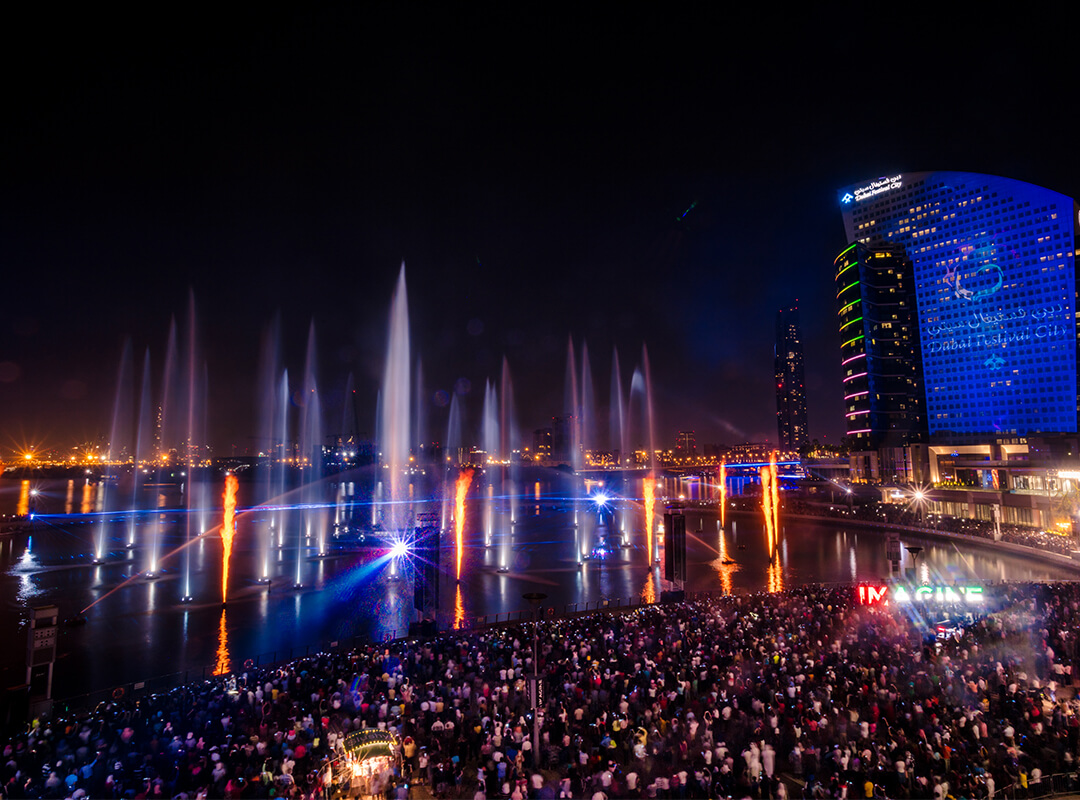
مهرجان الخليج في دبي فيستيفال سيتي

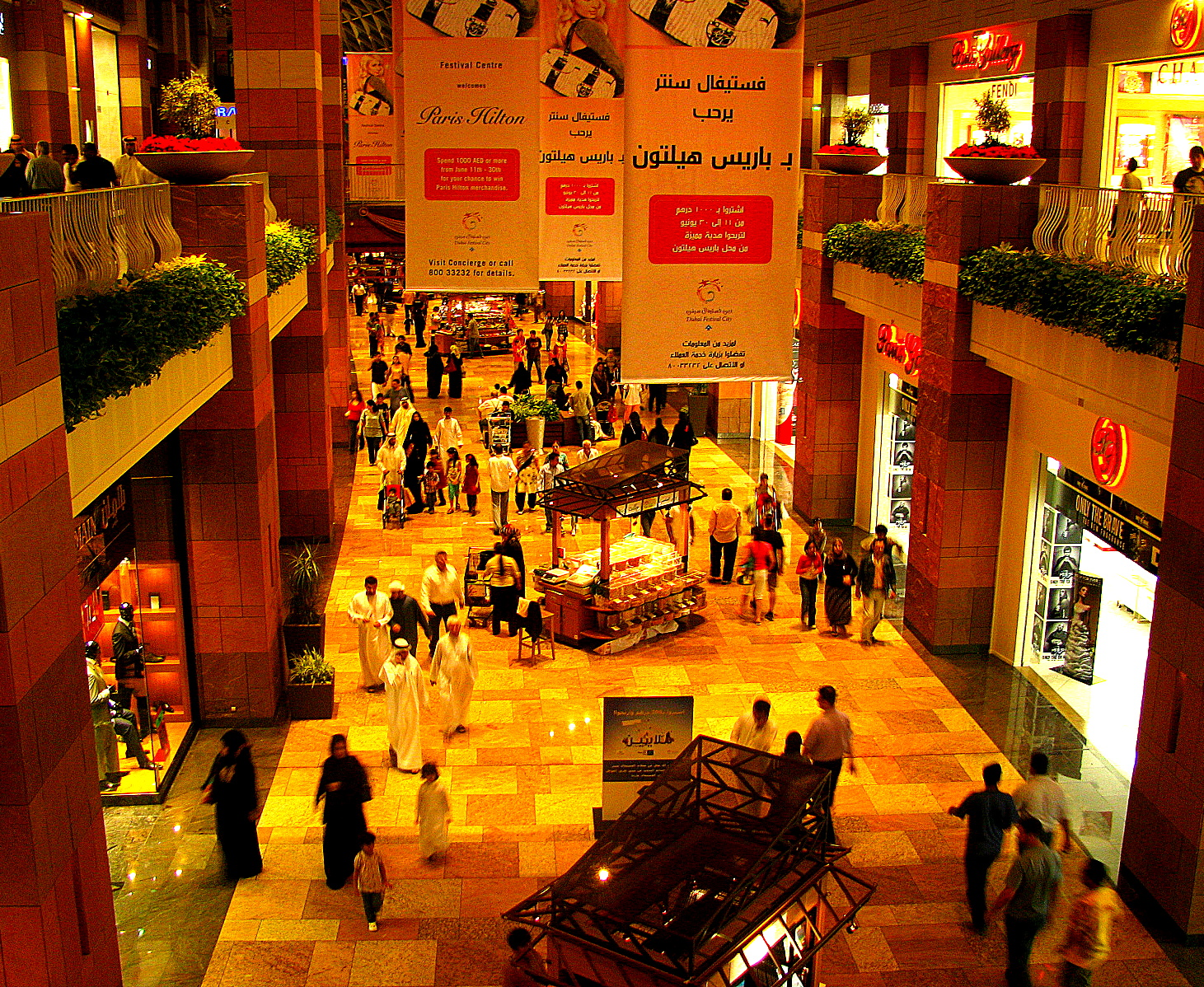
دبي فيستيفال سيتي مول

## روابط خارجية
- الموقع الرسمي
- Dubai Festival City Mall